# Martim
Martim Mércio da Silveira (Martim, ur. 2 marca 1911 w Bagé, zm. 16 sierpnia 1972) – brazylijski piłkarz, pomocnik. Brązowy medalista MŚ 38.
Karierę zaczynał w Sport Club Guarany w 1929. W ojczyźnie grał także w Botafogo. W klubie tym występował dwukrotnie w latach 1930–1932 i 1934–1940. Czterokrotnie zwyciężał w Campeonato Carioca. W międzyczasie był graczem argentyńskiego Boca Juniors (mistrzostwo kraju w 1934). Podczas MŚ 38 wystąpił w trzech meczach Brazylii. Brał udział w MŚ 34.